# Mitoyo Kawate
Mitoyo Kawate (川手 ミトヨ, Kawate Mitoyo) est une japonaise née le 15 mai 1889 à Umaki, dans le district d'Aki de la  préfecture de Hiroshima (maintenant l'arrondissement de Higashi de la ville de Hiroshima). Elle fut la doyenne de l'humanité du 31 octobre 2003 au 13 novembre 2003, date à laquelle elle meurt à l'âge de 114 ans d'une pneumonie dans sa ville natale.

## Biographie
Kawate a travaillé en tant que fermière au Japon jusqu'à l'âge de 100 ans. Hibakusha, elle a survécu à l'exposition au rayonnement du bombardement atomique d'Hiroshima de 1945 pendant la Seconde Guerre mondiale, et eut quatre enfants.